# Psychoda jucunda
Psychoda jucunda és una espècie d'insecte dípter pertanyent a la família dels psicòdids.

## Descripció
- La femella fa 0,9 mm de llargària a les antenes, mentre que les ales li mesuren 1,25 de longitud i 0,5 d'amplada.
- Les antenes de la femella presenten 14 segments.
- El mascle no ha estat encara descrit.[2]

## Distribució geogràfica
Es troba a l'illa de Borneo.